# Skövde IBF
Skövde IBF är en innebandy förening från Skövde, Västra Götalands län som bildades 1993 när de dåvarande klubbarna IBK Tunneln och IBK Sandtorget slogs samman. 
Klubben har ett herrlag  i division 2 och ett utvecklingslag i division 4.  
Skövde IBF anordnar varje år en cup för ungdomar, Sibben Cup som lockar drygt 100 lag varje år.
Inför säsongen 19/20 stod nya Kavelbro Arena klar vilket skulle bli arenan där all klubbens verksamhet skulle bli samlad. Första poängen i den nya arenan gjordes av Simon Hultman i premiärmatchen mot Stenungsund. 